# Gerben Hellinga
Gerben Wytzes Hellinga (Samedan, 29 december 1937) is een Nederlands schrijver en acteur.

## Jeugd en opleiding
Hellinga werd geboren in Zwitserland en groeide op in Nederland. Zijn vader was de taalwetenschapper Wytze Gerbens Hellinga. Hij woonde in Brussel, Wenen, Berlijn, Parijs, New York en Ruigoord. Na schooljaren in Nederland en in Zuid-Engeland volgde hij een toneelopleiding aan het Max-Reinhardt Seminar in Wenen. Hierna volgde een reeks reizen door Europa en Amerika. In sommige steden bleef hij een tijd wonen, zoals in Antwerpen, Parijs, Venetië en New York.

## Toneel, televisie, film en schrijfwerk
Hellinga werkte enkele jaren als acteur in Berlijn en Amsterdam. Hij werd schrijver, onder meer van thrillers, toneelstukken en korte verhalen en schreef ook veel voor de televisie.
Hellinga schrijft niet om een oeuvre op te bouwen, maar omdat hij het als noodzakelijk voelt. Dat gold al voor zijn Sid Stefan-trilogie, waarin het non-conformisme van de hoofdpersoon eigenlijk belangrijker is dan het onderwerp. In zijn eigen woorden: "Sid Stefan is dan ook niet lullig, wordt niet gehinderd door allerlei hang-ups; in zekere zin is hij vrij van vervelende dingen. En dat is lekker natuurlijk, dat hebben niet zoveel mensen".
Datzelfde non-conformisme is te zien in zijn toneelwerk. De stukken die hij schreef, niet heel veel, gaan over non-conformisten, zoals Kees de Jongen (1970), Jean-Louis Pisuisse (1979) en Ignaz Semmelweis (1993). Tegelijk vallen zijn stukken op door de gedurfde vorm; Ajax-Feijenoord (1969) speelt vanaf de tribune; de jonge Kees wordt in tweeën gesplitst; Pisuisses ondergang wordt verteld van achter naar voren (overigens net als in Harold Pinters Betrayal (Bedrog, 1978).
Zijn meest succesvolle toneelstuk was tot nu toe Kees de Jongen (1971), een bewerking van het boek van Theo Thijssen. Hellinga was jarenlang toneelcriticus bij het weekblad Vrij Nederland. Voor lezers van twaalf tot tachtig schreef hij in 2003 de sprookjesroman Het geheim van de duim, dat als eerste deel van een trilogie is aangekondigd. In het autobiografische Wintervlinder uit 1997 beschrijft Hellinga een stroom van wonderlijke ervaringen gedurende vele jaren, over zijn geloof in het mysterie van de I Tjing, over zijn uittredingen, zijn ontmoetingen met Jezus en zijn met de jaren toenemend ‘godsgevoel’.
Hij bedacht en schreef het scenario voor Rudy Schokker huilt niet meer, de eerste Nederlandse mockumentary over een jongetje dat huilde als een vliegtuig, die hij in 1972 samen met Pieter Verhoeff maakte.
In 1970 ontving Hellinga de Henriëtte Roland Holstprijs voor zijn toneelwerken.

## Familieleden
Een oom die arts is publiceerde tussen 1981 en 1983 vier detectives onder de naam Hellinga Sr. Zijn neef Gerben Graddesz Hellinga (1938-2024) was ook schrijver en de twee werden vaak met elkaar verward. Gerben Graddesz schreef sciencefictionromans voor kinderen en volwassenen, aanvankelijk onder de naam Gerben Hellinga jr.. Na de publicatie van Uit Je Bol door Gerben Hellinga en Hans Plomp veranderde Gerben Hellinga jr. zijn schrijversnaam naar zijn volledige naam Gerben Graddesz Hellinga. Onder die naam schreef hij ook boeken over geschiedenisonderwerpen.

## Chronologie van het werk
| - 1966 - Dollars, thriller met Sid Stefan - 1966 - Messen, thriller met Sid Stefan - 1967 - Vlammen, thriller met Sid Stefan - 1968 - Lekker blijven liggen maffen, toneelstuk - 1968 - De Ochtendverse Schoen, roman - 1969 - De A van Afbraak, thriller - 1970 - Ajax-Feijenoord, toneelstuk - 1971 - Kees de Jongen, toneelstuk (bewerking van Theo Thijssen's boek - 1972 - Rudy Schokker huilt niet meer, quasi-documentaire met Pieter Verhoeff - 1979 - De Hellinger Omnibus met Dollars, Messen, Vlammen en De A van Afbraak - 1979 - Mensch Durf te Leven, toneelstuk - 1983 - De Lift, thriller naar het scenario/de film van Dick Maas | - 1985 - Merg en Been, thriller met De Spin - 1986 - De zoon van Louis Davids, musical samen met Jacques Klöters - 1989 - De Terugkeer van Sid Stefan werd onderscheiden met de Gouden Strop - 1993 - Semmelweiss, toneelstuk - 1994 - Uit je bol, samen met Hans Plomp; handleiding bewustzijnverandering - 1997 - Wintervlinder, een leven als mysticus, een autobiografisch verhaal - 1999 - De Stille, psychologische roman - 2003 - Het geheim van de Duim, fantasy jeugdboek - 2004 - Oog om Oog, thriller met De Spin - 2008 - De Gijsbrecht, filmscenario - 2014 - De Thebaanse Kalender, hedendaagse bewerking van een boek uit 1488 - 2016 - De I Tjing van Nu, nieuwe versie van het oude orakel |